# Atilii
Cet article possède un paronyme, voir Attilius.
Légende :
♦Patricien, ♦Plébéien, ♦Consulaire, ♦Sénatorial, ♦Équestre
Gens et Liste des gentes romaines
Les Atilii sont les membres d'une ancienne famille plébéienne romaine, la gens Atilia. Ils sont originaires de Campanie. Les cognomina les plus utilisés dans cette famille sont Bulbus, Calatinus, Longus, Serranus et Regulus. Sous l'Empire, les membres de certaines branches de la famille sont élevés au rang de patriciens.

## Principaux membres

### Sous la République

#### Branches diverses
- Lucius Atilius Luscus, tribun consulaire en 444 av. J.-C.
  - Lucius Atilius, fils du précédent
    - Lucius Atilius Priscus, fils du précédent, tribun consulaire en 399 et 396 av. J.-C.
- Lucius Atilius, tribun de la plèbe en 311 av. J.-C.
- Caius Atilius
  - Aulus Atilius, fils du précédent
    - Aulus Atilius Calatinus, fils du précédent, consul en 258 et 254 av. J.-C.
      - Caius Atilius Bulbus, fils du précédent, consul en 245 et 235 av. J.-C.

#### Branche desAtilii Reguli
- Marcus Atilius Regulus Calenus, consul en 335 av. J.-C.
  - Marcus Atilius Regulus, fils du précédent
    - Marcus Atilius Regulus, fils du précédent, consul en 294 av. J.-C.
      - Caius Atilius Regulus Serranus, fils du précédent, consul en 257 et 250 av. J.-C.

  - Lucius Atilius Regulus, grand-oncle du précédent, fils de Calenus
    - Marcus Atilius Regulus, fils du précédent
      - Marcus Atilius Regulus, fils du précédent, consul en 267 et 256 av. J.-C.
        - Caius Atilius Regulus, fils du précédent, consul en 225 av. J.-C.
        - Marcus Atilius Regulus, frère du précédent, consul en 227 et 217 av. J.-C.

#### Branche desAtilii Serrani
- Caius Atilius Serranus, praetor urbanus en 218, il participe aux cérémonies d'expiation ordonnées par les Livres sibyllins et prononce un vœu pour calmer les craintes superstitieuses du peuple après une série de prodiges inquiétants[a 2]. Il est ensuite envoyé en Gaule cisalpine pour aider le praetor peregrinus Lucius Manlius Vulso assiégé par les Boïens[6]. L'année suivante, il prend la tête de deux légions pour renforcer l'armée consulaire de Caius Flaminius[a 3] qui s'apprête à affronter les Carthaginois d'Hannibal Barca et qui est défaite lors de la bataille du lac Trasimène[7]. Augure avant 217 av. J.-C., il est candidat à l'élection consulaire pour l'année 216 av. J.-C. mais n'est pas élu[7],[a 4].
- Aulus Atilius Serranus, consul en 170 av. J.-C.
- Sextus Atilius Serranus, consul en 136 av. J.-C.
- Caius Atilius Serranus, consul en 106 av. J.-C.

### Sous l'Empire

#### Atilii Bradua
Les Atilii Bradua sont originaires de Libarna, en Gaule cisalpine.
- Marcus Atilius Postumus Bradua, (v.45 - ap.95), proconsul d'Asie en 94;
  - ? Marcus Atilius Metilius Bradua, (v.75 - ap.138), consul en 108;
    - (Atilia Caucidia Tertulla), (v.105 - ?), épouse de Appius Annius Gallus, consul suffect vers 139;
    - ? Marcus Atilius Metilius Bradua Caucidius Tertullus (...)icus (...)llius Pollio Gavidius Latiaris Atrius Bassus, (v.110 - ?), proconsul d'Afrique vers 150.

#### Autres
- Titus Atilius Rufus Titianus, consul en 127

## Pour approfondir